# Acanthaspidia natalensis
Acanthaspidia natalensis är en kräftdjursart som först beskrevs av Brian Frederick Kensley 1977.  Acanthaspidia natalensis ingår i släktet Acanthaspidia och familjen Acanthaspidiidae. Inga underarter finns listade i Catalogue of Life.